# IC 1620
IC 1620 је спирална галаксија у сазвјежђу Рибе која се налази на листи објеката дубоког неба у Индекс каталогу.
Деклинација објекта је + 13° 57' 18" а ректасцензија 1h 7m 14,0s. Привидна величина (магнитуда) објекта IC 1620 износи 13,4 а фотографска магнитуда 14,2. IC 1620 је још познат и под ознакама UGC 681, MCG 2-3-34, CGCG 435-42, KCPG 22B, IRAS 01045+1341, PGC 3960.